# Pediobius disparis
Pediobius disparis är en stekelart som beskrevs av Peck 1985. Pediobius disparis ingår i släktet Pediobius och familjen finglanssteklar. Inga underarter finns listade i Catalogue of Life.